# Champ de Wooz
Champ de Wooz is een gehucht van de tot de Belgische gemeente Limburg behorende plaats Bilstain.
Champ de Wooz ligt ten noordwesten van de kern van Bilstain. In de 18e eeuw was hier een steengroeve welke werd benut om de bouwmaterialen voor de Sint-Lambertuskerk in Gulke (Goé) te bouwen. In de buurt van Champ de Wooz heeft ook het Kasteel Laverne gestaan, dat echter op 11 september 1944 door oorlogshandelingen geheel verwoest werd.
Deelgemeenten: Bilstain · Gulke

Overige kernen: Bellevaux · Béthane · Champ de Wooz · Dolhain · Halloux · Hèvremont · Hoyoux · Pierresse · Villers · Wooz

Belgische gemeenten · Arrondissement Verviers · Luik · Wallonië